# حمد حمادی
حمد حمادی (انگلیسی: Hamad Al-Hammadi؛ زادهٔ ۱۲ فوریهٔ ۱۹۹۱) بازیکن فوتبال اهل امارات متحده عربی است.